# Cocor siberian
Cocorul siberian (Leucogeranus leucogeranus), cunoscut, de asemenea, sub numele de cocorul alb siberian sau cocorul de zăpadă, este o pasăre din familia Gruidae. Adulții se disting de toți ceilalți cocori pentru că au penajul complet alb, cu excepția penelor de zbor primare  negre, vizibile numai atunci când pasărea este în zbor. În prezent, sunt două populații disjuncte în tundra arctică din vestul și din estul Rusiei. Populația estică migrează în China în timpul iernii, în timp ce populația vestică își petrece lunile de iarnă în Iran și, în trecut, în India și Nepal.

## Descriere

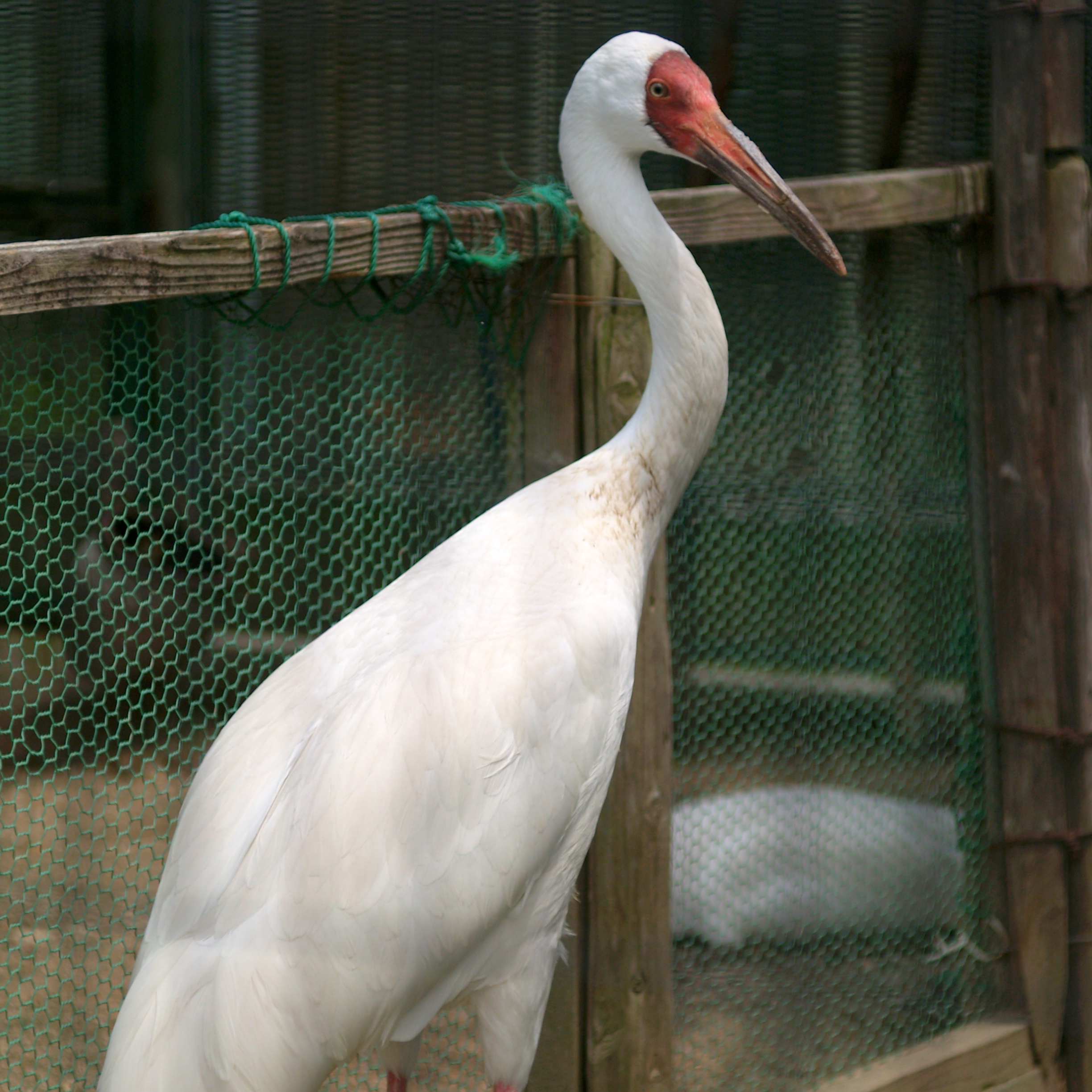
Cocor siberian la grădina zoologică Tennōji, Japonia.

Fruntea, fața și părțile laterale ale capului, lipsite de pene, au o culoare roșu aprins, ciocul este închis la culoare, iar picioarele sunt de culoare roz. Irisul este gălbui. Puii au pene pe față, iar penajul este maroniu murdar. Nu există pene terțiale alungite ca la alte specii de cocori. În timpul sezonului de reproducere, atât masculii, cât și femelele sunt adesea văzuți cu pene pline cu noroi; își scufundă ciocurile în noroi și îl întind pe pene.
Cocorul siberian cântărește de obicei 4,9-8,6 kg și are o înălțime de aproximativ 140 cm. Anvergura aripilor este de 210-260 cm și lungimea este de 115-127 cm. Masculii sunt în medie mai mari decât femelele. Greutatea medie a adulților într-un studiu a fost de 6,81 kg, în timp ce păsările tinere au fost ușor mai grele, cu o medie de 7,1 kg. De obicei, aceast cocor este puțin mai mic în greutate și înălțime fașă de alți cocori, în special cocorul sarus, cocorul cu mărgele și cocorul cu coroană roșie. 

## Comportment

### Hrană
Acești cocori se hrănesc în principal cu plante, deși sunt omnivore.  În teritoriile de vară se hrănesc cu o gamă largă de plante, inclusiv rădăcini de Veratrum misae, semințe de Empetrum nigrum, precum și rozătoare mici, râme și pești. De asemenea, înghit pietricele și pietriș pentru a ajuta la fărâmițarea alimentelor.  În zonele de iernat din China, s-a observat că se hrănesc în mare măsură cu frunze de Vallisneria spiralis. S-a constatat că exemplarele care iernează în India au în principal plante acvatice în stomac. La păsările în captivitate s-a observat că mănâncă gândaci și ouă de păsări.